# Outlaw (stripalbum)
Outlaw is het 4de album uit de stripreeks De Blauwbloezen. Het werd getekend door Louis Salverius en Willy Lambil en het scenario werd geschreven door Raoul Cauvin. Het album werd uitgegeven in 1974.
Tijdens het maken van het album overleed Louis Salverius plots. Alleen de eerste 36 pagina's en de bovenste helft van pagina 37 waren al geïnkt. Van de resterende pagina's bestond zelfs geen potloodschets. Op aanraden van scenarist Cauvin werd tekenaar Lambil aangezocht om het album af te maken, terwijl die tot dan voornamelijk realistisch getekende strips had gemaakt. Lambil moest dit in korte termijn doen en zonder veel documentatie.
Het album was een van de best verkopende albums van zijn tijd, zodat er een tweede oplage verscheen in 1977.

## Verhaal
Tijdens een veldslag verzaken Blutch en Chesterfield hun bijdragen tijdens het gevecht, waarna ze bij de staf moeten komen en ontheven worden uit hun functie. Dit is iets waar Blutch niet mee kan zitten, maar bij Chesterfield doet het zeer. Ze weten al snel werk te krijgen bij een rancheigenaar en gaan dan ook undercover om plannen van Mexicanen tegen te gaan. Door hun moed krijgen ze uiteindelijk hun functie in het leger terug.

## Personages in het album
- Blutch
- Cornelius Chesterfield